# Боркинк, Анни
А́нна «Анни» Йоха́нна Гертрёйда Мари́я Бо́ркинк (нидерл. Anna Johanna Geertruida Maria (Annie) Borckink; 17 октября 1951, Эйберген, Нидерланды) — нидерландская конькобежка, участница зимних Олимпийских игр 1976 года, чемпионка зимних Олимпийских игр 1980 года, 3-кратная призёр чемпионата Нидерландов. Выступала за "IJsclub" (Девентер).

## Биография
Анни Боркинк выросла в семье из десяти человек и встала на коньки в три года под руководством мамы, которая сама была заядлой фигуристкой. Её любимым местом катания всегда был натуральный каток в пятистах метра от дома её родителей в Эйбергене. Ей было всего 10 лет, когда она выиграла школьные соревнования и стала чемпионкой Гелдерланда. Однако в регионе в то время почти не было возможностей для катания на коньках и Анни также занималась множеством других видов спорта. Когда ей было 14 лет, в Эйбергене была основана группа конькобежцев, где она и стала тренироваться.
Позже участвовала в региональных соревнованиях за клуб "IJsclub" в Девентере. С 1973 года Анни участвовала на чемпионате Нидерландов и только в 1975 году, после 4-го места в многоборье на Национальном чемпионате она попала в состав сборной и дебютировала на чемпионате мира в спринте, где заняла 13-е место, а следом на чемпионате мира в классическом многоборье стала 10-й. 
В 1976 году поднялась на 2-е место в абсолютном зачёте на чемпионате Нидерландов и в феврале на своих первых зимних Олимпийских играх в Инсбруке заняла 12-е место в забеге на 1500 м, 15-е на 3000 м, 16-е на 1000 м и 23-е на 500 м. После игр участвовала на чемпионате мира в классическом многоборье, заняв там 14-е место. В марте финишировала 13-й на спринтерском чемпионате мира. Через год на чемпионате мира в классическом многоборье заняла 8-е место, и на чемпионате мира в спринте стала 12-й.
Следующие два года Анни провела слабо и не попадала в состав национальной команды. Только в январе 1980 года она вновь поднялась на 2-е место чемпионата Нидерландов и для участия в зимних Играх 1980 года прошла только последний отбор. На чемпионате мира в классическом многоборье заняла 12-е место, а на спринтерском чемпионате мира заняла 14-е место. 
На зимних Олимпийских играх в Лейк-Плэсиде неожиданно для себя и всех она выиграла золотую медаль в беге на 1500 м, опередив свою подругу по команде Рию Виссер. На дистанции 1000 м финишировала 6-й, в беге на 3000 м - 13-й и на 500 м - 22-й. В том же году Боркинк была названа спортсменкой года в Голландии. В 1981 году выиграла бронзовую медаль на чемпионате Нидерландов в многоборье. 
На чемпионате мира в классическом многоборье заняла 14-е место, а на чемпионате Европы - 13-е место в многоборье. В том же году завершила карьеру спортсменки. После ухода из конькобежного в течение многих лет она тренировалась в команде на ледовом катке в Дронтене, но этот каток закрыл свои двери в 2004 году, и она была вынуждена остановиться. Вместе со своим мужем она живёт в Дронтене и в настоящее время управляет спортивным магазином у себя дома, где продаёт различное спортивное снаряжение, включая коньки.